# 光禄大夫
光禄大夫（こうろくたいふ）は、中国の前漢以降の官職である。
前漢においては、元は中大夫と呼ばれ、論議を職務とし、郎中令（光禄勲）に属していた。武帝の太初元年（紀元前104年）に中大夫を光禄大夫と改称し、秩禄を比二千石とした。
後漢においても秩禄は比二千石で定員は無かった。顧問応対を職務としており、決まった仕事はなく、詔によって派遣されるのみであった。
後代には散官の一つとなった（唐・宋の例では従二品、元では従一品）。